# Heinrich von Gent
Heinrich von Gent (latinisiert Henricus a Gandavo oder de Gandavo, Gandavensis, Gandensis, seit 1613 falsch auch Henricus Goethals und Henricus Bonicollus genannt; Ehrentitel: Doctor solemnis; * vor 1240 vermutlich in Gent; † 29. Juni 1293 in Tournai) war ein belgischer Theologe und Philosoph der Hochscholastik.

## Biografie
Heinrich wurde 1267 Kanoniker in Tournai, 1277 Archidiakon in Brügge und 1278 Archidiakon in Tournai. 1276 bis 1292 wirkte er als einflussreicher Magister der Theologie in Paris. 1277 war er Mitglied der Kommission des Pariser Bischofs Étienne Tempier, die am 7. März zur Verurteilung von 219 Lehrsätzen der „Averroisten“ an der Pariser Artistenfakultät führte. In der Zeit zwischen dem Tod des Thomas von Aquin (1274) und dem Auftreten des Johannes Duns Scotus in Paris (1302/03) ist er einer der angesehensten und wohl meistdiskutierten Denker an der Pariser Universität. Sein ganzes Denken versteht sich als eine rezeptionsfreudige und innovationsmutige neoaugustinische Reaktion auf die vielförmige Aristotelesrezeption im 13. Jahrhundert. In vielen Punkten bestehen Beziehungen zu franziskanischen Denkern (Alexander von Hales, Bonaventura von Bagnoregio, Guibert von Tournai). Als Weltgeistlicher vertrat er seit 1282 im Streit über die Beicht- und Predigtprivilegien der Bettelorden die Position von deren Kritikern. Er verfasste das umfangreichste Quodlibetalienwerk der Hochscholastik, in dem er als erster Scholastiker zum Beispiel auch damals tagesaktuelle Probleme wie die Frage nach dem Beginn des menschlichen Lebens oder die ethischen Bedingungen von Sonntagsarbeit, Rentenverträgen, Recht auf Selbstverteidigung und körperliche Unversehrtheit u. dgl. behandelte. Seine Summa (Quaestiones ordinariae) stellt den größten geschlossenen Traktat der Hochscholastik über theologische Erkenntnislehre und Gotteslehre (seine Beweisbarkeit, seine Eigenschaften, Trinitätslehre) dar. Er diskutiert ausführlich die Frage, ob Frauen Theologie studieren und lehren dürfen.
Der theologisch-philosophische Schriftsteller Heinrich von Gent war ein guter Kenner des Aristoteles, führte aber eher die traditionelle Richtung des Augustinismus fort, den er vor allem mit Anschauungen des arabischen Philosophen Avicenna modernisieren wollte, um für die aristotelisch-thomistische Neuausrichtung der damaligen Philosophie und Theologie ein adäquates traditionsorientiertes Pendant zu schaffen. Erkenntnistheoretisch vertrat er eine differenzierte Illuminationstheorie, die für den Theologen sogar ein speziell auszeichnendes ‚theologisches Licht‘ (lumen theologicum) kennt. Seine Lehren waren für die späteren Scholastiker, besonders Johannes Duns Scotus, sowohl inhaltliche bzw. methodische Niveauvorgabe als auch mehrfacher Anlass zu detaillierter Kritik. Dazu gehörte besonders seine Lehre von Gott als dem Ersterkannten (primum cognitum) des menschlichen Intellekts, in der er die traditionelle, schon von den frühchristlichen Theologen vertretene Lehre einer naturhaften, indirekten, präreflexiven Gotteserkenntnis vor dem im 13. Jahrhundert neu erreichten methodischen Argumentationsniveau entwickelte und dadurch eine Paralleltheorie zu Thomas von Aquin entwarf, der eine ständige implizite Gotteserkenntnis (cognitio Dei implicita) behauptete. In diesem Zusammenhang initiierte Heinrich auch eine breite und intensive Diskussion über die augustinische Lehre vom abditum mentis.
Da er selbst keinem Orden angehörte, der sich seiner Ansichten als Ordenstradition annahm, verlief seine reiche Wirkungsgeschichte sehr ungradlinig und blieb oft auf Teilaspekte seines Denkens beschränkt.

## Werkübersicht
- Detailangaben zu Datierungen, Editionen, Übersetzungen finden sich u. a. bei Laarmann 1990, S. 33–52.470-472.

## Authentische Werke
- Quodlibeta
- Summa (Quaestiones ordinariae)
- Lectura ordinaria super sacram scripturam
- Tractatus super facto praelatorum et fratrum
- Sermo in VIIIa dominica post trinitatem ‘Attendite a falsis prophetis’
- Sermo in die festo Sancta Catharinae, 1282 ‘Confessio et pulchritudo’
- Sermo in synodo, feria IIa post Miserciordiam Domini, 1287 ‘Congregate illi’
- Sermo de purificatione Virginis Deiparae ‘Suscepimus, Deus, Misericordiam’
- Epistulae VI

## Werke wahrscheinlicher Authentizität
- Expositio super prima capitula Genesis
- Syncategoremata
- Quaestiones in Physicam Aristotelis

## Werke umstrittener Authentizität
- Quaestiones in Metaphysicam Aristoteles
- Quaestiones in Librum de Causis
- Quaestio, utrum in Deo sit compositio ex actu et potentia

## In Mittelalter oder Neuzeit irrtümlich zugeschriebene Werke
- De viris illustribus seu De scriptoribus ecclesiasticis liber
- Quodlibetum de mercimoniis et negotiationibus
- Liber de virginitate (De castitate virginum et viduarum)
- De paenitentia

Werkausgabe
- Summa quaestionum ordinariarum, ed. J. Badius. Paris 1520, repr. St. Bonaventure N.Y. 1953 (2 Bde.)
- Quodlibeta, ed. J. Badius. Paris 1518, repr. Leuven 1961 (2 Bde.)
- Opera omnia; hrsg. von Raymond Macken/Gordon A. Wilson, Leiden 1979ff